# Amacrodorum bipapillatum
Amacrodorum bipapillatum är en ringmaskart som beskrevs av Kudenov 1987. Amacrodorum bipapillatum ingår i släktet Amacrodorum och familjen Sphaerodoridae. Inga underarter finns listade i Catalogue of Life.